# 陶銞
陶銞（?—?），字士和，四川夾江縣人。清朝政治人物，同進士出身。

## 生平
道光二十年（1840年）庚子科舉人，道光二十七年（1847年）張之萬榜三甲進士，與沈桂芬、李鴻章、沈葆楨等同年。曾任江西省廣昌、武寧等縣知縣。